# Арнаско
Арна̀ско (на италиански и на лигурски: Arnasco) е община в Северна Италия, провинция Савона, регион Лигурия. Разположена е на 250 m надморска височина. Населението на общината е 624 души (към 2011 г.).
 Административен център на общината е село Киеза (Chiesa).